# Emre Demir
Emre Demir (Mersin, 15 de enero de 2004) es un futbolista turco que juega en la demarcación de centrocampista para el Fenerbahçe S. K. de la Superliga de Turquía.

## Trayectoria
Tras formarse como futbolista desde los seis años con el Mersin İdman Yurdu, en 2012 se marchó a la disciplina del Kayserispor. Después de siete años jugando en las categorías inferiores del club, finalmente en 2019 debutó con el primer equipo el 22 de enero de 2019 contra el Akhisarspor en la Copa de Turquía. El 9 de noviembre de 2019 anotó su primer gol con el club contra el Gençlerbirliği S. K. en la Superliga de Turquía, convirtiéndose en el goleador más joven de la liga turca.
El 23 de septiembre de 2021 el Fútbol Club Barcelona anunció su fichaje hasta junio de 2027 a cambio de dos millones de euros más variables para jugar en su filial a partir de la temporada 2022-23. En su estancia en el conjunto azulgrana disputó 24 minutos repartidos en dos partidos, por lo que acabó saliendo en el mes de enero al Fenerbahçe S. K. por un 20% de un futuro traspaso. A los dos días fue cedido al Samsunspor y las campañas siguientes al Ümraniyespor y al Sakaryaspor.

## Estadísticas

### Clubes
| Club                             | Div.          | Temporada     | Liga  | Liga  | Copas nacionales | Copas nacionales | Copas internacionales | Copas internacionales | Total | Total |
| Club                             | Div.          | Temporada     | Part. | Goles | Part.            | Goles            | Part.                 | Goles                 | Part. | Goles |
| -------------------------------- | ------------- | ------------- | ----- | ----- | ---------------- | ---------------- | --------------------- | --------------------- | ----- | ----- |
| Kayserispor Turquía              | 1.ª           | 2018-19       | 1     | 0     | 1                | 0                | ―                     | ―                     | 2     | 0     |
| Kayserispor Turquía              | 1.ª           | 2019-20       | 11    | 1     | 2                | 0                | ―                     | ―                     | 13    | 1     |
| Kayserispor Turquía              | 1.ª           | 2020-21       | 14    | 0     | 2                | 2                | ―                     | ―                     | 16    | 2     |
| Kayserispor Turquía              | 1.ª           | 2021-22       | 4     | 0     | 3                | 1                | ―                     | ―                     | 7     | 1     |
| Kayserispor Turquía              | Total club    | Total club    | 30    | 1     | 8                | 3                | 0                     | 0                     | 38    | 4     |
| F. C. Barcelona Atlètic · España | 1.ª F         | 2022-23       | 2     | 0     | ―                | ―                | ―                     | ―                     | 2     | 0     |
| F. C. Barcelona Atlètic · España | Total club    | Total club    | 2     | 0     | 0                | 0                | 0                     | 0                     | 2     | 0     |
| Samsunspor Turquía               | 2.ª           | 2022-23       | 2     | 1     | ―                | ―                | ―                     | ―                     | 2     | 1     |
| Samsunspor Turquía               | Total club    | Total club    | 2     | 1     | 0                | 0                | 0                     | 0                     | 2     | 1     |
| Ümraniyespor Turquía             | 2.ª           | 2023-24       | 28    | 2     | 3                | 1                | ―                     | ―                     | 31    | 3     |
| Ümraniyespor Turquía             | Total club    | Total club    | 28    | 2     | 3                | 1                | 0                     | 0                     | 31    | 3     |
| Sakaryaspor Turquía              | 2.ª           | 2024-25       | 32    | 9     | 0                | 0                | ―                     | ―                     | 32    | 9     |
| Sakaryaspor Turquía              | Total club    | Total club    | 32    | 9     | 0                | 0                | 0                     | 0                     | 32    | 9     |
| Total carrera                    | Total carrera | Total carrera | 94    | 13    | 11               | 4                | 0                     | 0                     | 105   | 17    |